# Tir als Jocs Olímpics d'estiu de 2012
Als Jocs Olímpics d'Estiu de 2012 realitzats a la ciutat de Londres (Anglaterra, Regne Unit) es disputaren quinze proves de tir olímpic, les mateixes que en l'edició anterior, nou de masculines i sis de femenines, amb la participació d'uns 400 tiradors.
La competició tingué lloc entre els dies 28 de juliol i 5 d'agost al Royal Artillery Barracks de Woolwich. La idea inicial del comitè organitzador fou realitzar les proves a Bisley, però el Comitè Olímpic Internacional demanà una zona més propera a la ciutat de Londres, motiu pel qual finalment s'adoptà el centre de tir de Woolwich.
Atès que les pistoles utilitzades en les proves de tir són il·legals a Anglaterra, Escòcia i el País de Gal·les, fou atorgada pel Govern del Regne Unit una dispensa especial per permetre que certes proves de la competició de tir olímpic seguissin endavant.

## Calendari
| Q | Qualificació | F | Final |

| Prova/Data                       | 28 juliol | 28 juliol | 29 juliol | 29 juliol | 30 juliol | 30 juliol | 31 juliol | 31 juliol | 1 agost | 1 agost | 2 agost | 2 agost | 3 agost | 3 agost | 4 agost | 4 agost | 5 agost | 5 agost | 6 agost | 6 agost |
| -------------------------------- | --------- | --------- | --------- | --------- | --------- | --------- | --------- | --------- | ------- | ------- | ------- | ------- | ------- | ------- | ------- | ------- | ------- | ------- | ------- | ------- |
| Carabina                         |           |           |           |           |           |           |           |           |         |         |         |         |         |         |         |         |         |         |         |         |
| Homes Carabina d'aire 10 m.      |           |           |           |           | Q         | F         |           |           |         |         |         |         |         |         |         |         |         |         |         |         |
| Homes Carabina estesa 50 m.      |           |           |           |           |           |           |           |           |         |         |         |         | Q       | F       |         |         |         |         |         |         |
| Homes Carabina 3 posicions 50 m. |           |           |           |           |           |           |           |           |         |         |         |         |         |         |         |         |         |         | Q       | F       |
| Dones Carabina d'aire 10 m.      | Q         | F         |           |           |           |           |           |           |         |         |         |         |         |         |         |         |         |         |         |         |
| Dones Carabina 3 posicions 50 m. |           |           |           |           |           |           |           |           |         |         |         |         |         |         | Q       | F       |         |         |         |         |
| Pistola                          |           |           |           |           |           |           |           |           |         |         |         |         |         |         |         |         |         |         |         |         |
| Homes Pistola d'aire 10 m.       | Q         | F         |           |           |           |           |           |           |         |         |         |         |         |         |         |         |         |         |         |         |
| Homes Pistola tir ràpid 25 m.    |           |           |           |           |           |           |           |           |         |         | Q       | Q       | Q       | F       |         |         |         |         |         |         |
| Homes Pistola 50 m.              |           |           |           |           |           |           |           |           |         |         |         |         |         |         |         |         | Q       | F       |         |         |
| Dones Pistola d'aire 10 m.       |           |           | Q         | F         |           |           |           |           |         |         |         |         |         |         |         |         |         |         |         |         |
| Dones Pistola 25 m.              |           |           |           |           |           |           |           |           | Q       | F       |         |         |         |         |         |         |         |         |         |         |
| Escopeta                         |           |           |           |           |           |           |           |           |         |         |         |         |         |         |         |         |         |         |         |         |
| Homes Fossa olímpica             |           |           |           |           |           |           |           |           |         |         |         |         |         |         |         |         | Q       | Q       | Q       | F       |
| Homes Doble fossa olímpica       |           |           |           |           |           |           |           |           |         |         | Q       | F       |         |         |         |         |         |         |         |         |
| Homes Skeet                      |           |           |           |           | Q         | Q         | Q         | F         |         |         |         |         |         |         |         |         |         |         |         |         |
| Dones Fossa olímpica             |           |           |           |           |           |           |           |           |         |         |         |         |         |         | Q       | F       |         |         |         |         |
| Dones Skeet                      |           |           | Q         | F         |           |           |           |           |         |         |         |         |         |         |         |         |         |         |         |         |

## Resultats

### Homes
| Event                              | Or                        | Plata                   | Bronze                  |
| Pistola d'aire, 10 m detalls       | Jin Jong-Oh (KOR)         | Luca Tesconi (ITA)      | Andrija Zlatić (SRB)    |
| Pistola tir ràpid, 25 m detalls    | Leuris Pupo (CUB)         | Vijay Kumar (IND)       | Ding Feng (CHN)         |
| Pistola 50 m detalls               | Jin Jong-Oh (KOR)         | Choi Young-Rae (KOR)    | Wang Zhiwei (CHN)       |
| Carabina d'aire, 10 m detalls      | Alin Moldoveanu (ROU)     | Niccolo Campriani (ITA) | Gagan Narang (IND)      |
| Carabina estesa, 50 m detalls      | Sergei Martynov (BLR) WR  | Lionel Cox (BEL)        | Rajmond Debevec (SVN)   |
| Carabina 3 posicions, 50 m detalls | Niccolo Campriani (ITA)   | Kim Jong-Hyun (KOR)     | Matthew Emmons (USA)    |
| Fossa olímpica detalls             | Giovanni Cernogoraz (CRO) | Massimo Fabbrizi (ITA)  | Fehaid Al-Deehani (KUW) |
| Doble fossa detalls                | Peter Wilson (GBR)        | Håkan Dahlby (SWE)      | Vasily Mosin (RUS)      |
| Skeet detalls                      | Vincent Hancock (USA)     | Anders Golding (DEN)    | Nasser Al-Attiyah (QAT) |

### Dones
| Event                              | Or                       | Plata                    | Bronze                |
| Pistola d'aire, 10m detalls        | Guo Wenjun (CHN)         | Céline Goberville (FRA)  | Olena Kostevych (UKR) |
| Pistola, 25m detalls               | Kim Jang-Mi (KOR)        | Chen Ying (CHN)          | Olena Kostevych (UKR) |
| Carabina d'aire, 10 m detalls      | Yi Siling (CHN)          | Sylwia Bogacka (POL)     | Yu Dan (CHN)          |
| Carabina 3 posicions, 50 m detalls | Jamie Lynn Gray (USA) OR | Ivana Maksimović (SRB)   | Adéla Sýkorová (CZE)  |
| Fossa olímpica detalls             | Jessica Rossi (ITA) WR   | Zuzana Štefečeková (SVK) | Delphine Réau (FRA)   |
| Skeet detalls                      | Kim Rhode (USA) WR       | Wei Ning (CHN)           | Danka Barteková (SVK) |

## Medaller

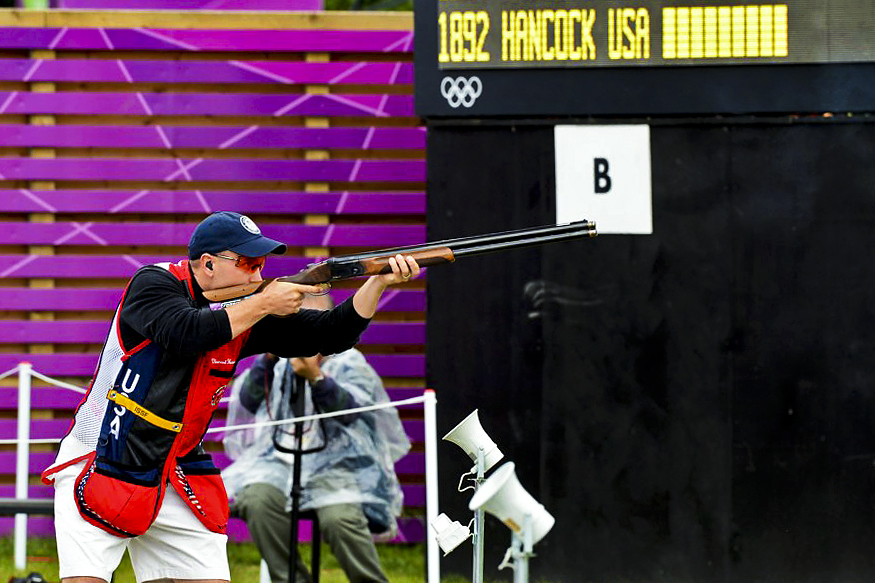
Competició de skeet masculina.

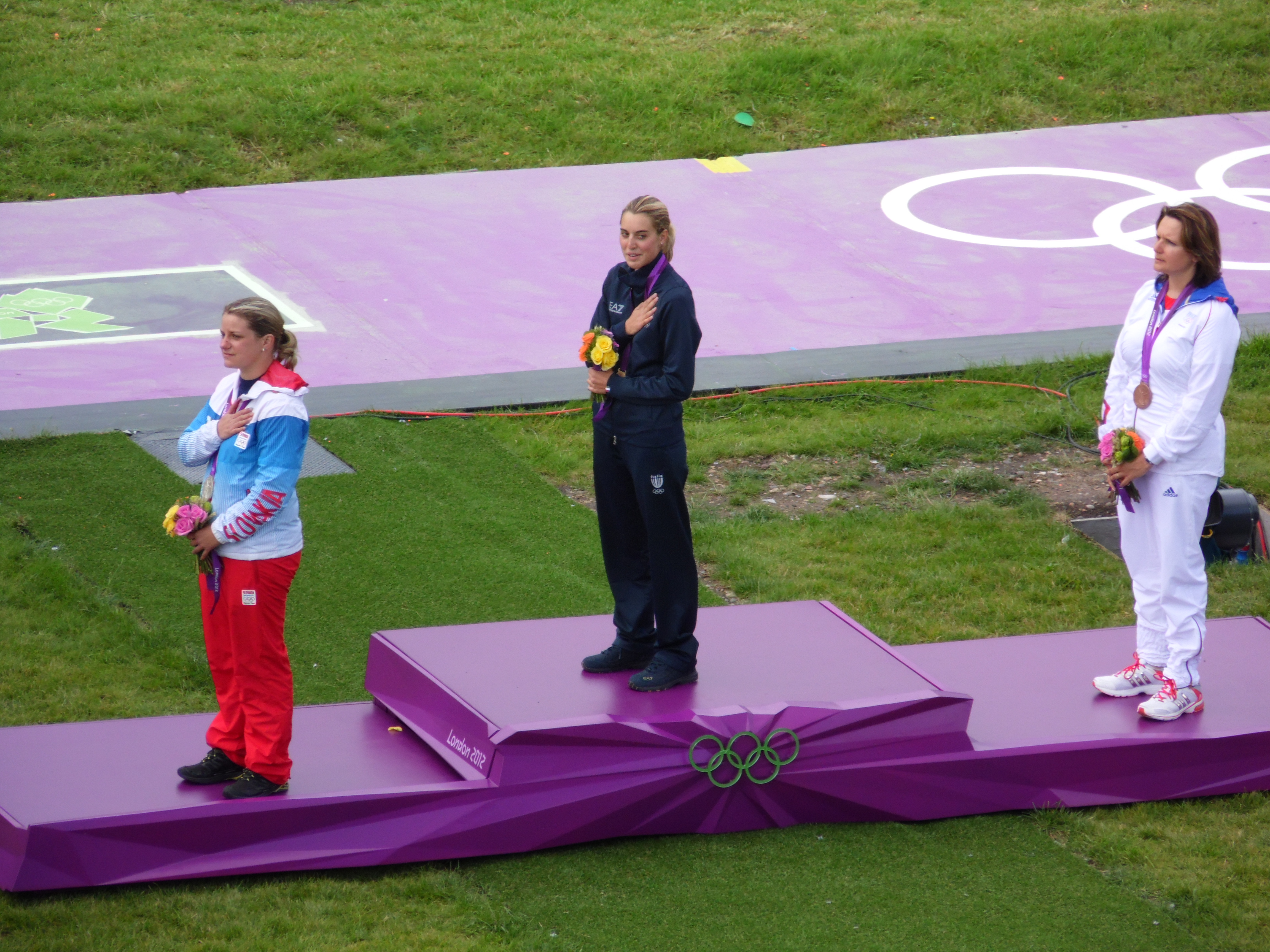
Lliurament de medalles en la competició de fossa olímpica femenina.

| Posició | País            | Or | Plata | Bronze | Total |
| 1       | Corea del Sud   | 3  | 2     | 0      | 5     |
| 2       | Estats Units    | 3  | 0     | 1      | 4     |
| 3       | Itàlia          | 2  | 3     | 0      | 5     |
| 4       | R.P. de la Xina | 2  | 2     | 3      | 7     |
| 5       | Belarús         | 1  | 0     | 0      | 1     |
| 5       | Croàcia         | 1  | 0     | 0      | 1     |
| 5       | Cuba            | 1  | 0     | 0      | 1     |
| 5       | Regne Unit      | 1  | 0     | 0      | 1     |
| 5       | Romania         | 1  | 0     | 0      | 1     |
| 10      | Eslovàquia      | 0  | 1     | 1      | 2     |
| 10      | França          | 0  | 1     | 1      | 2     |
| 10      | Índia           | 0  | 1     | 1      | 2     |
| 10      | Sèrbia          | 0  | 1     | 1      | 2     |
| 14      | Bèlgica         | 0  | 1     | 0      | 1     |
| 14      | Dinamarca       | 0  | 1     | 0      | 1     |
| 14      | Polònia         | 0  | 1     | 0      | 1     |
| 14      | Suècia          | 0  | 1     | 0      | 1     |
| 18      | Ucraïna         | 0  | 0     | 2      | 2     |
| 19      | Eslovènia       | 0  | 0     | 1      | 1     |
| 19      | Kuwait          | 0  | 0     | 1      | 1     |
| 19      | Qatar           | 0  | 0     | 1      | 1     |
| 19      | Txèquia         | 0  | 0     | 1      | 1     |
| 19      | Rússia          | 0  | 0     | 1      | 1     |
| Total   | Total           | 15 | 15    | 15     | 45    |